# Cleruquía
Una cleruquía (en griego, κληρουχία klêrouchía) asigna por sorteo de lotes de tierra cívica (klêros) a los clerucos soldados-ciudadanos y, por extensión, también designa un tipo de colonia militar. Se encuentran clerucos de Atenas en el siglo IV a. C. y en el reino lágida de Egipto a partir del fin del siglo IV a. C.

## Atenas

Las cleruquías del imperio ateniense vísperas de la guerra del Peloponeso.

En el siglo IV a. C., Atenas es la única gran ciudad griega en proceder de manera masiva y regular al envío de población para fundar nuevos establecimientos: se distingue en general de las colonias, cuando la fundación tiene lugar en un territorio nuevo, seguido de una conquista, y las cleruquías, cuando la fundación se hace sobre la parte confiscada del territorio de un aliado tras la represión de una revuelta. La distinción entre las dos no está siempre clara en las fuentes. Algunas cleruquías son fundadas a petición incluso de los aliados que se aseguran así la ayuda militar ateniense cuando se sienten amenazados.
El territorio de una cleruquía pertenece siempre a la ciudad de Atenas, que le concede únicamente el usufructo a algunos de sus ciudadanos, que son enviados a la plaza, conservando la ciudadanía ateniense. La asignación, por sorteo, de un lote de tierra clerúquica (klêros) permite así a una parte de los ciudadanos desprovistos, miembros de la última clase censitaria, los thetes, acceder a la propiedad: del mismo golpe acaban por engrosar las filas de los hoplitas.
La función de las cleruquías es, pues, triple:
- Permite reducir la presión demográfica en el Ática exportando una parte de la población cívica más pobre;
- Los nuevos propietarios constituyen otros nuevos hoplitas, lo que aumenta significativamente la capacidad militar de la ciudad;
- Estas nuevas colonias militares constituyen guarniciones de importancia crucial en el mantenimiento del Imperio ateniense.

Estos tres objetivos son claramente establecidos en la política de Pericles, como es relatado por Plutarco:

Envió 1.000 clerucos al Quersoneso Tracio, 500 a Naxos, la mitad de este número a Andros, 1.000 a Tracia para vivir entre los  bisaltios, y a otros a Italia, cuando Síbaris fue recolonizada y se la llamó Turios. De esta manera, alivió a la ciudad de su masa ociosa, que estaba compuesta   de alborotadores y causantes de disturbios, debido a que no tenían distracciones, y alivió la pobreza del pueblo; y al enviar colonos a vivir al lado de los aliados, instauró a la vez el miedo y la guarnición propias para impedir su rebelión.

El papel militar de las cleruquías no se limitaba al control de los principales aliados de Atenas, sino que comprendía la vigilancia de las vías de comunicación, y particularmente de la ruta del trigo de Escitia Menor cuya importancia era vital para el reavituallamiento de la ciudad: las cleruquías de Esciro, Lemnos, Imbros, y del Quersoneso constituían etapas de esta ruta. Se fundaron también en Naxos, Andros, Histiea, Calcis, Mitilene, en Tracia en Eyón, en Potidea, Sinope, Amisos, Milo, Brea.

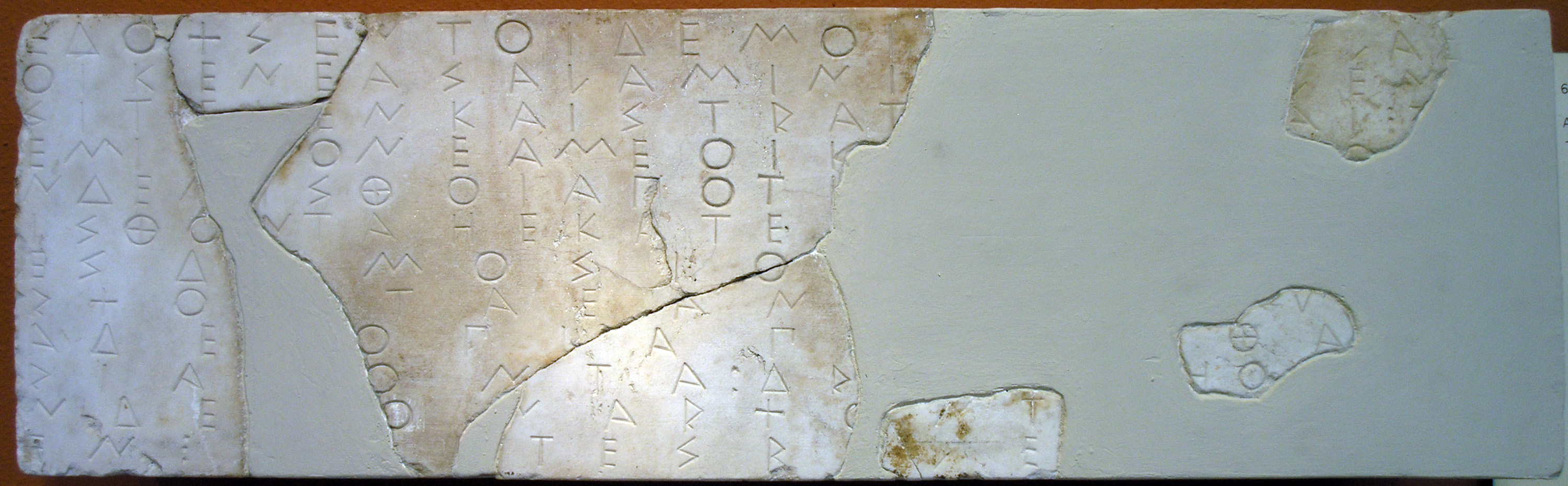
Decreto que reglamentaba a los clerucos de Salamina, 510-500 a. C., (Inscriptiones Graecae I³ 1) Museo Epigráfico de Atenas.

El establecimiento de una cleruquía sobre el territorio de un aliado entrañaba a menudo la reducción del tributo que se debía: el Quersoneso vio así el suyo pasar de 18 talentos en 453 a menos de 3 talentos en 446 a. C., mientras que Andros pagaba aún 12 talentos en 450, pero únicamente 6 en 449 a. C., si bien la creación de las cleruquías allí dataría de 447 y 450 a. C., respectivamente.
Por tanto, los clerucos estaban lejos de ser populares ante los aliados, puesto que estas guarniciones constituían la manifestación permanente de la restricción de su libertad. Tras la derrota final de Atenas en la guerra del Peloponeso, los clerucos vuelven al Ática y las cleruquías son lógicamente desmanteladas, salvo Imbros, Esciro y Lemnos, que pierden momentáneamente todo vínculo con Atenas. Pero los atenienses obtuvieron la lección  de la impopularidad de esta institución: cuando en 378 a. C. forman la Segunda Liga ateniense, el decreto fundador de la alianza también prohíbe  implícitamente la creación de colonias militares en el territorio de los aliados. En consecuencia, fuera de las tres cleruquías de la ruta de los estrechos, de nuevo reconocidas por Atenas después del 386 a. C., el nuevo imperio marítimo ateniense no descansará sobre este tipo de guarnición. La situación cambia un poco en 366 a. C. a favor de un endurecimiento de la política exterior ateniense que entraña la recreación de una cleruquía en Samos y de otra en Potidea. En 353 a. C., alrededor de Sestos en el Quersoneso hay un establecimiento de este tipo. La derrota en Queronea en 338 a. C. contra Filipo II de Macedonia pone fin de nuevo a este tipo de tentativas.
La colonización militar revistió formas diversas, según las posibilidades naturales de los diferentes reinos y las ambiciones políticas de sus soberanos.
En la monarquía seléucida y en la atálida se resolvió, mediante la creación de asentamientos de carácter rural o urbano, con categoría o no de ciudad, que en el plano militar formaban parte de los grupos de autodefensa permanentes y en ocasiones contribuían ocasionalmente con su parte a las huestes reales. De este modo, al tiempo que reforzaban la estructuración política de su imperio, los soberanos facilitaban la sedentarización y la integración de los inmigrados proporcionándoles entornos comparables a aquellos de los que habían prescindido al abandonar sus países de origen.

## Egipto lágida
Pero este sistema no les convenía a los Ptolomeos, que pretendían asegurar su dominio sobre Egipto de un modo por completo diferente: sin romper la unidad ni la coherencia interna de una sociedad indígena cuya pasividad parecía estar por completo asegurada por el peso de las estructuras heredadas de un lejano y prestigioso pasado.

Según las tradiciones egipcias, preferían un tipo de colonización individual y de carácter esencialmente rural, en el que cada soldado (cleruco) era responsable directo de su lote de tierra (kleros) ante la autoridad monárquica.
Los Ptolomeos adoptaron en su reino el sistema de la cleruquía para resolver el problema del mantenimiento de un ejército permanente. La tierra clerúquica (gè klèruquikè) constituía así la parte de las tierras del reino bajo la forma de posesión concedida a los soldados a cambio de sus servicios. El tamaño de los lotes concedidos (klèroi) varía considerablemente según el grado del soldado, pero también según la unidad en la cual sirve y la nacionalidad. Eran los lotes de 5 a 20 aruras (una arura equivalía a algo más de 25 hectáreas) para los soldados indígenas (machiimoi), y de 20 a 100 aruras para los mercenarios griegos, cuyos jefes podían recibir más de 100, más de 1.000 e incluso más de 10.000 aruras.
Podían estar en cualquier punto del valle del Nilo, con una concentración máxima en el Egipto Medio y en torno al lago Moeris en la punta del Delta, en los nomos oxirrinquita, patirita, heracleopolita, hermopolita y arsinoita, en donde se había comenzado la mejora de las tierras desérticas o pantanosas.
Campesino-soldado, el cleruco, lágida tenía como obligaciones esenciales cultivar su tierra y estar listo para responder a las órdenes de movilización del soberano.

También soportaba diversas cargas fiscales: las que incumbían en Egipto a cualquiera que poseyera un terreno, y aquellas derivadas de su carácter concreto de cleruco (por ejemplo la tasa para el equipamiento de trirremes, para el pago de los secretarios o para el mantenimiento de los médicos y veterinarios). Como compensación durante las operaciones militares recibía del Estado soldada, recompensas y botín.
Al principio, los clerucos son primeramente macedonios y mercenarios griegos, pero esta limitación cae al final del siglo III a. C. por las dificultades de reclutamiento.
Sus derechos y deberes se fueron modificando a lo largo de la época helenística.
En tiempos de Ptolomeo I Sóter, que inauguró el sistema, y de Ptolomeo II Filadelfo, que lo desarrolló, el cleruco no tenía más que el usufructo de su terreno. Éste pertenecía al rey, por consiguiente, en caso de fallecimiento del colono, o del no cumplimiento de sus deberes, retornaba a la Corona.

El propietario de ese privilegio no podía disponer de él con entera libertad, en especial legarlo o venderlo, pese a que tuviera desde un principio el derecho a arrendarlo.

Esta situación no duró mucho, pues una evolución natural, muy evidente a finales del siglo III a. C., transformó esas posesiones precarias, individuales y revocables, en propiedades hereditarias y después transmisibles fuera del marco familiar, siempre que el nuevo dueño asumiera las obligaciones militares y fiscales de su predecesor.

Del mimo modo, el alojamiento (stahmos) concedido al colono en el poblado indígena cercano a su terreno, mediante una evolución aún más rápida, se transformó también en una propiedad privada.
De buen o mal grado, los soberanos tuvieron que aceptar el nuevo estado de cosas, en el cual tenía interés en la medida en que los aportes externos desde finales del siglo III a. C. les obligaron cada vez más a recurrir a los descendientes de los clerucos para asegurar la renovación de sus fuerzas armadas.